# Zvonimir Bilić
Zvonimir Bilić (* 22. September 1971 in Dugo Selo) ist ein kroatischer Handballtrainer und ehemaliger Handballspieler, der zumeist als linker Rückraumspieler eingesetzt wurde.
Der 1,95 m große Rechtshänder spielt ab 1994 für den kroatischen Spitzenklub Badel 1862 Zagreb, mit dem er 1995, 1996, 1997, 1998, 1999 und 2000 jeweils kroatischer Meister und Pokalsieger wurde. International erreichte er viermal das Finale der EHF Champions League (1994/95, 1996/97, 1997/98, 1998/99) sowie 1999/2000 das Halbfinale. Zur Saison 2000/01 wechselte er nach Valencia. Nach zwei Jahren ging er nach Italien zu AS Papillon Conversano, mit dem er 2003 italienischer Meister und Pokalsieger wurde sowie im Europapokal der Pokalsieger 2002/03 die dritte Runde erreichte. Daraufhin verpflichtete ihn der deutsche Bundesligist Wilhelmshavener HV. Nach nur einer Saison verließ er Deutschland und kehrte im November nach Zagreb zurück, wo er erneut das Double gewann. Im Europapokal der Pokalsieger 2004/05 verlor er sein fünftes Finale, zum fünften Mal gegen eine spanische Mannschaft. Anschließend wechselte er zum Lokalrivalen RK Medveščak Zagreb. 
Mit der Kroatischen Nationalmannschaft gewann Zvonimir Bilić bei der Europameisterschaft 1994 die Bronzemedaille und bei der Weltmeisterschaft 1995 die Silbermedaille. Er bestritt 147 Länderspiele, in denen er über 500 Tore erzielte.